# Passalus barrus
Passalus barrus is een keversoort uit de familie Passalidae. De wetenschappelijke naam van de soort is voor het eerst geldig gepubliceerd in 1991 door Boucher & Reyes-Castillo.